# هلفوی (اورگن)
هلفوی (به انگلیسی: Halfway) شهری در شهرستان بیکر ایالت اورگن است و در سرشماری سال ۲۰۱۱ میلادی، ۲۸۸ نفر جمعیت داشته که نسبت به سال ۲۰۱۰، ۰٫۶۹ درصد رشد جمعیت داشته‌است.

## موقعیت جغرافیایی
موقعیت جغرافیایی شهرها و مناطق اطراف به شرح زیر است: